# Nowshādī
Nowshādī (persiska: نوشادی) är en ort i Iran.   Den ligger i provinsen Khuzestan, i den centrala delen av landet, 600 km söder om huvudstaden Teheran. Nowshādī ligger 27 meter över havet och antalet invånare är 455.
Terrängen runt Nowshādī är mycket platt. Runt Nowshādī är det ganska tätbefolkat, med 58 invånare per kvadratkilometer. Närmaste större samhälle är Rāmshīr, 4,0 km nordost om Nowshādī. Trakten runt Nowshādī är ofruktbar med lite eller ingen växtlighet.